# Сенат (Древний Рим)

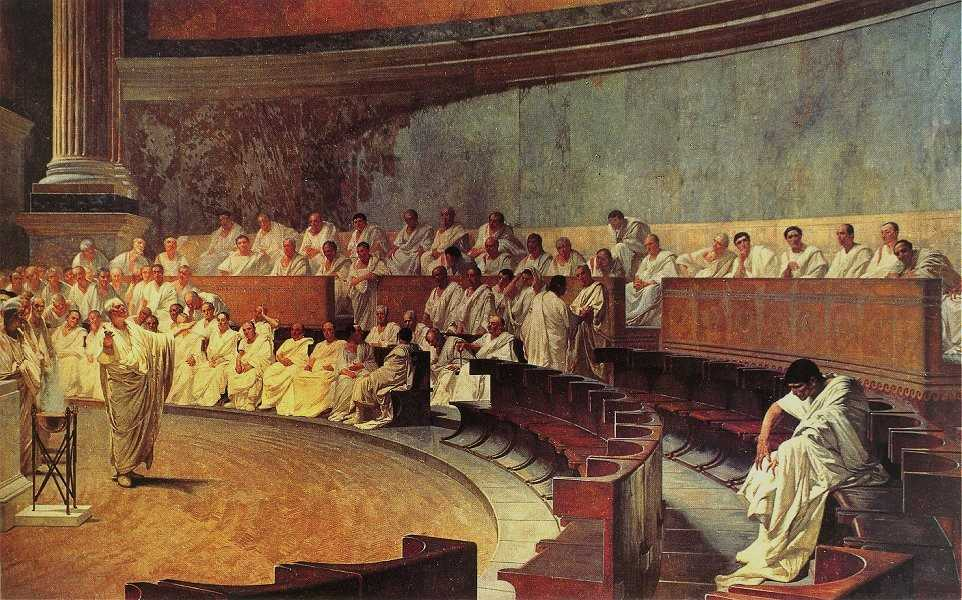
Цицерон обличает Катилину. Картина Чезаре Маккари

Сена́т (лат. senatus, от senex — «старик», «совет старейшин») — один из высших государственных органов власти в Древнем Риме.
Считается, что сенат был создан в начале царского периода первым царём Рима Ромулом и первоначально в его состав входило 100 человек. Потомки этих 100 человек впоследствии стали патрициями. Пятый царь Рима, Луций Тарквиний Приск, избрал еще 100 сенаторов. Они были выбраны из второстепенных ведущих семейств и соответственно назывались patres minorum gentium.
Седьмой и последний царь Рима, Луций Тарквиний Гордый, казнил многих из руководителей сената и не заменил их, тем самым уменьшив их число. Однако в 509 года до н.э. первый и третий консулы Рима, Луций Юний Брут и Публий Валерий Публикола, выбрали из числа ведущих всадников новых мужчин в сенат, названных conscripti, и таким образом увеличили размер сената до 300 человек.

## Сенат в эпоху Республики
С установлением республики сенат, наряду с магистратами и народными собраниями (комициями), стал существенным элементом общественной жизни. В состав сената пожизненно входили бывшие магистраты — таким образом, здесь концентрировались политические силы и государственный опыт Рима.
Практика пополнения сената до начала IV века до н. э. реконструируется на основании поздних исторических свидетельств, из-за чего описанные процедуры воспринимаются исследователями с осторожностью. После свержения царской власти сенат, к тому времени насчитывавший 164 сенатора-патриция, был пополнен 136 новыми сенаторами (последних стали называть patres conscripti). В дальнейшем действующие консулы и трибуны с консульской властью пополняли сенат патрициями, а затем и плебеями. В 310-е годы до н. э. был принят закон Овиния, закрепивший практику комплектования сената из патрицианского и плебейского сословий, чем отныне занимались цензоры. Приблизительно в это же время занятие высших (курульных) должностей — консула, претора, диктатора, магистра конницы — стало автоматически гарантировать место в сенате. После битвы при Каннах, в которой погибло множество сенаторов, сенат в чрезвычайном порядке пополнили бывшими эдилами, и, по-видимому, с этого момента они стали получать место в сенате автоматически. Народные трибуны, обладавшие значительными полномочиями, получили место в сенате в конце II века до н. э. (между 122 и 102 годами до н. э.) по закону Атиния. В 81 году до н. э. диктатор Луций Корнелий Сулла снизил планку автоматического приёма в сенат до квесторов, а также пополнил его знатными всадниками.
Внутри сената существовала градация на «младших сенаторов» (iuniores) и «старших сенаторов» (seniores), хотя к I веку до н. э. различия между ними стёрлись. Во главе сената стоял наиболее заслуженный, первый из сенаторов — принцепс (princeps senatus).
Одним из формальных требований к сенаторам было соответствие повышенным моральным стандартам, и цензоры на этом основании имели право отказать в приёме новичкам (praeterire — «пройти мимо») или исключить ранее принятых (movere — «изгнать, иключать, вычёркивать»). По меньшей мере с конца II века до н. э. осуждение за некоторые виды преступлений считалось основанием для недопуска в сенат. Не допускались в сенат банкроты, бывшие гладиаторы, проститутки, сводники и наказанные за военные проступки. По-видимому, для сенаторов не существовало имущественного ценза, поскольку с точки зрения римского права римлянин, у которого был жив отец, формально не мог владеть имуществом; более поздний ценз Октавиана Августа в 1 миллион сестерциев мог быть нововведением.
В период республики в ходе сословной борьбы плебеев с патрициями (V—III века до н. э.) власть сената была несколько ограничена в пользу комиций (народных собраний).
Заседания сената формально не были регулярными, каждое заседание созывалось одним из магистратов, обладавших подобными полномочиями — консулом, претором, народным трибуном, диктатором, интеррексом, магистром конницы, некоторое время — также префектом города.
Лишь по особым случаям (в частности, в первый день нового года) допускалось созывать сенат без конкретного повода, обычной практикой же было предварительное оглашение программы заседания. Сенаторы должны были явиться на собранное заседание, и неявка по неуважительной причине грозила штрафом. Главным образом от участия освобождались сенаторы, исполнявшие государственные обязанности. У заседаний был кворум, однако сообщения о его точном значении разнятся, и лишь в 67 году до н. э. был установлен кворум в 200 сенаторов.
Заседание проводилось магистратом, созвавшим встречу, при активном участии сенаторов. Процедура заседания обычно начиналась со вступительной речи магистрата, созвавшего встречу, с неким конкретным предложением (relatio), в некоторых случаях зачитывались письма, или магистраты представляли иностранных послов. Традиционно следующей частью был опрос сенаторов, хотя в отдельных редких случаях (senatus consultum per discessionem) магистрат мог приступить к голосованию без предварительного высказывания мнений и обсуждения (впрочем, сенаторы могли потребовать консультации с ними криком «consule!»). Опрос проходили в порядке очерёдности, но точная последовательность неясна и могла различаться в разное время: традиционно первым высказывался принцепс сената, но в эпоху Поздней республики первым обычно говорил консул, избранный на следующий год, если таковой уже был избран к моменту заседания. В любом случае, первыми опрашивали бывших консулов (консуляров), затем тех, кто достиг лишь должности претора, затем действующих преторов, а затем прочих сенаторов. Сенаторы должны были высказать своё мнение и дать рекомендацию по утверждению или отклонению проекта решения, причём чаще они давали не развёрнутый ответ, а механически соглашались с предложением (последнее было особенно характерно для новичков в сенате). Развёрнутые выступления Катона Младшего и Цезаря по вопросу о заговоре Катилины в 63 году до н. э., вероятно, были исключением. Сенаторы могли предложить поправки к предложению магистрата, созвавшего заседание, а также заявить об изменении своего ранее высказанного мнения. Обсуждение нередко сопровождалось аплодисментами, выкриками из зала, другими проявлениями поддержки или неодобрения, процедурными требованиями (подсчёт сенаторов с целью проверки кворума или разделение предложений на части). Заседания проходили при открытых дверях, и выкрики с площади могли влиять на принятие решений. В связи с тем, что заседание должно было завершиться к концу дня, известны случаи обструкции путём произнесения сенаторами многочасовых речей, которые срывали принятие любого решения. Обсуждение вопроса могло использоваться для высказывания по другим вопросам: например, Цицерон произнёс обличительную седьмую филиппику против Марка Антония на заседании, созванном для решения малозначимых текущих вопросов. Во время первого слова председательствовавший магистрат мог не излагать суть проблемы нейтрально, а прямо призвать сенаторов к определённому решению. Вместе с тем, он не контролировал собрание, и сенаторы могли провалить его предложение. По несколько иной, более свободной процедуре проходили заседания, связанные с приёмом послов, прочтением дипломатических писем, отчётом вернувшихся из провинций магистратов.
После окончания опроса сенаторов стартовало голосование. Голосование обычно проходило призывом магистрата занять одну из двух частей помещения. В случае провала предложения сенат мог проголосовать за альтернативные варианты решения проблемы. Обсуждение спорных вопросов могло проходить по несколько дней подряд, и в процессе вырабатывались компромиссные поправки в изначальное предложение. После принятия предложения на голосовании консулы и народные трибуны могли использовать правом вето (intercessio) для отмены решения, хотя вето и угроза его применения использовались редко. Принятое постановление, на которое было наложено вето, называлось «senatus auctoritas».
Текст сенатусконсультов (senatus consulta, аббревиатура — s. c.) был жёстко структурирован и состоял из выверенных формулировок в зависимости от темы документа. В разработке сенатусконсультов принимал участие его инициатор и небольшая группа выбранных им сенатором; специальные секретари и ассистенты, по-видимому, появились лишь в последние годы существования Римской республики. При этом формулировки сенатусконсультов не имели такого значения, как положения законов.
В функции сената входили финансовые вопросы, управление Италией (не считалась провинцией) и внешняя политика. В III—I веках до н. э. сенат предварительно рассматривал законопроекты, предлагавшиеся для голосования в комициях, ему принадлежало высшее руководство военными делами, внешней политикой, финансами и государственным имуществом, надзор за религиозными культами, право объявлять чрезвычайное положение и т. д. Сенат утверждал законы и результаты выборов, контролировал деятельность магистратов. Таким образом, сенат фактически осуществлял руководство государством.
Постановления сената (s. c., senatus consulta) имели силу закона, так же как и постановления народного собрания и собрания плебеев — плебисцита.
По словам Полибия (то есть с точки зрения римлян) решения в Карфагене принимались народом (плебсом), а в Риме — лучшими людьми, то есть Сенатом. И это при том, что по мнению многих историков Карфагеном правила олигархия. Полибий считал, что могущество сената базировалось не на правовых основаниях, а на повседневном администрировании различных аспектов функционирования растущего государства.
Среди антиковедов сформировались два основных взгляда на характер власти сената. Теодор Моммзен настаивал, что сенат, чьи функции de facto расширялись, оставался консультативным органом для магистратов, обладавших властными полномочиями (imperium) и на этом формальном основании являвшихся настоящими правителями Римского государства. В начале XIX века возник иной взгляд на полномочия сената, к которому позднее примкнули критики концепции Моммзена (в частности, Франческо де Мартино). Сторонники этой точки зрения настаивали на приоритете сената, который они рассматривали в качестве реального правительства. Позиция Моммзена же критиковалась как схематичная.

## Сенат в эпоху Империи

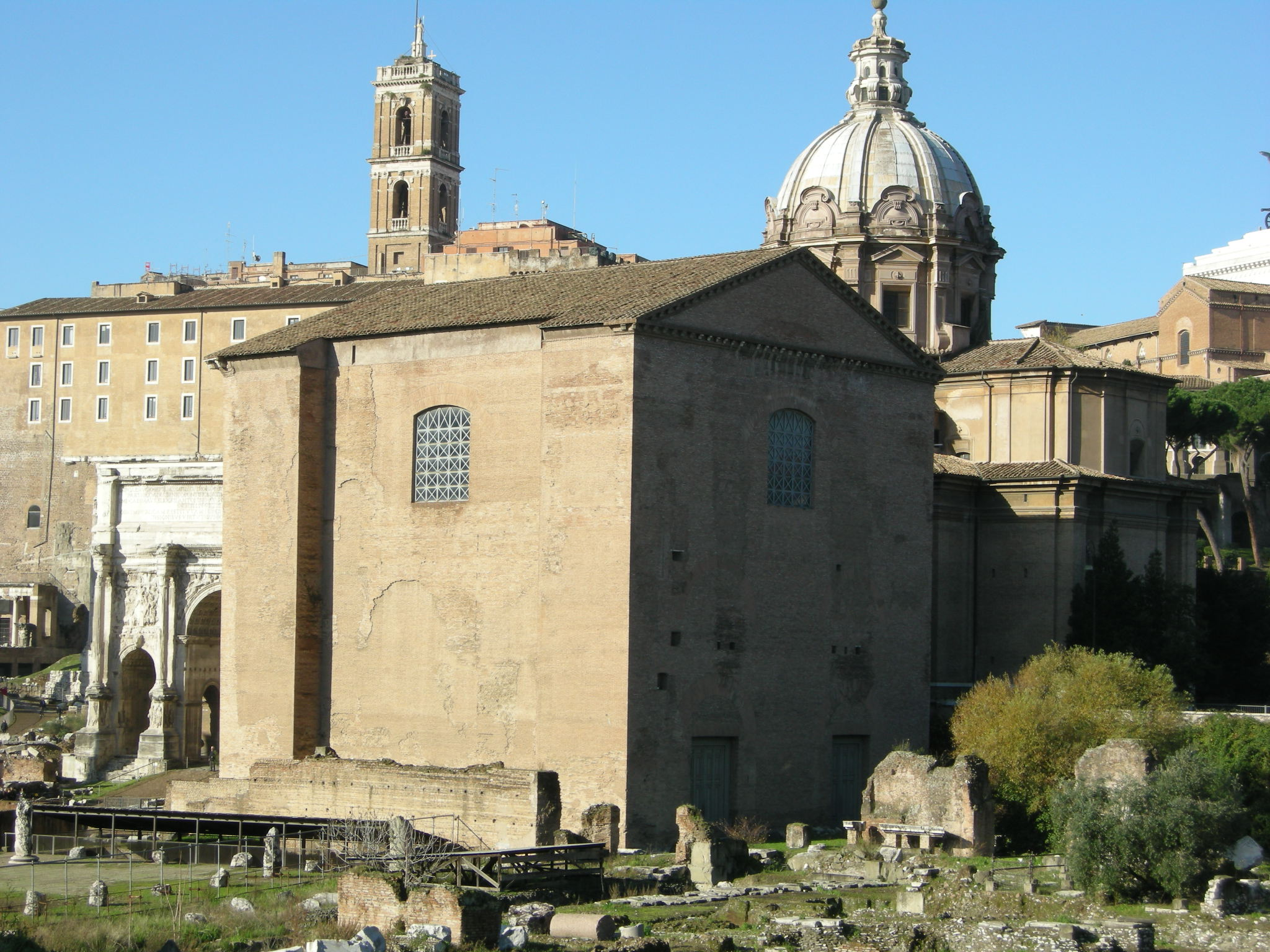
Курия Юлия, место собраний Сената на Римском форуме

В период империи власть сената всё более ограничивалась, сосредоточиваясь в руках императора, хотя формально сенат продолжал считаться одним из высших государственных учреждений. В конечном итоге сенат превратился в собрание представителей знатных семейств, не имеющее большого политического влияния. Постановления сената сохранили силу законов, но принимались обычно по инициативе императора. Начиная с Октавиана Августа, фактический император Рима носил титул «принцепс» — то есть «первый из сенаторов».
При Диоклетиане (конец III века) сенат был превращён в городской совет Рима, при Константине (IV век) был учреждён сенат в Константинополе — «втором Риме», уравненный в правах с сенатом Рима.

## Сенат после падения Западной Римской империи
Даже после падения Западной Римской империи Сенат в Риме продолжал функционировать при варварском правлении, сохраняя влияние на уровне города. Известен, например, эпизод, когда «Теодерих отправил к императору Зенону легата Феста, главу сената, надеясь получить для себя царское облачение». Однако в середине VI века численность римских знатных родов уменьшилась в результате войн между остготами и Византией, так как город переходил из рук в руки, и варвары уводили представителей знати в качестве заложников. Последние упоминания римского сената относятся к 603 году: в Григорианском регистре упоминается, что в этом году сенат приветствовал открытие статуй императора Фоки и его жены Леонтии. Предполагается, что как учреждение сенат исчез примерно в 630 году, когда с разрешения византийского императора Ираклия I, в римской курии была построена базилика Св. Адриана.

## Средневековый сенат
В 1143 году жители Рима восстали против папского правления и провозгласили республику, заявив о древних правах своего города. Был собран и сенат, составленный из местной аристократии и городской верхушки — всего 56 человек. Сенаторы широко применяли античную символику и идеологические мотивы, в том числе знаменитую формулу «сенат и римский народ» и её сокращённую форму SPQR. В 1155 году они пытались сорвать коронацию Фридриха Барбароссы, который отказался подтверждать городские свободы. В 1157 году под руководством сената была запущена строительная программа, включавшая реконструкцию Аврелиановой стены. В 1186 году сенат начал чеканку денария по классическим образцам и около 30 лет оставался единственным денежным эмитентом в городе, хотя уже в 1188 году республиканский режим заключил мирное соглашение с папой Климентом III. После восстановления прямого папского правления коллегиальный сенат был фактически заменён единоличной выборной должностью «сенатора», а в XIV веке эту должность стали занимать сами папы, обычно назначая себе заместителя с тем же титулом.

## Размер сената
Число сенаторов неоднократно менялось:
- первоначально — 100,
- во времена ранней республики (до 88 до н. э.) — 300,
- со времён Суллы — 600,
- при Цезаре — 900,
- со времён Августа — опять 600,
- в период поздней античности (домината) — 2000.

Первоначально в сенат входили только члены исконно римских фамилий, но с I века до н. э. это право получили и италики, а во времена империи — даже знатные провинциалы.
С 313 года до н. э. в члены сената принимал цензор — он составлял список из лиц, занимавших или занимающих магистратуру, с определённым имущественным цензом (например, при Августе (I век н. э.) — 1 млн сестерциев). Во времена империи это стало прерогативой императора.